# 奧爾日夫

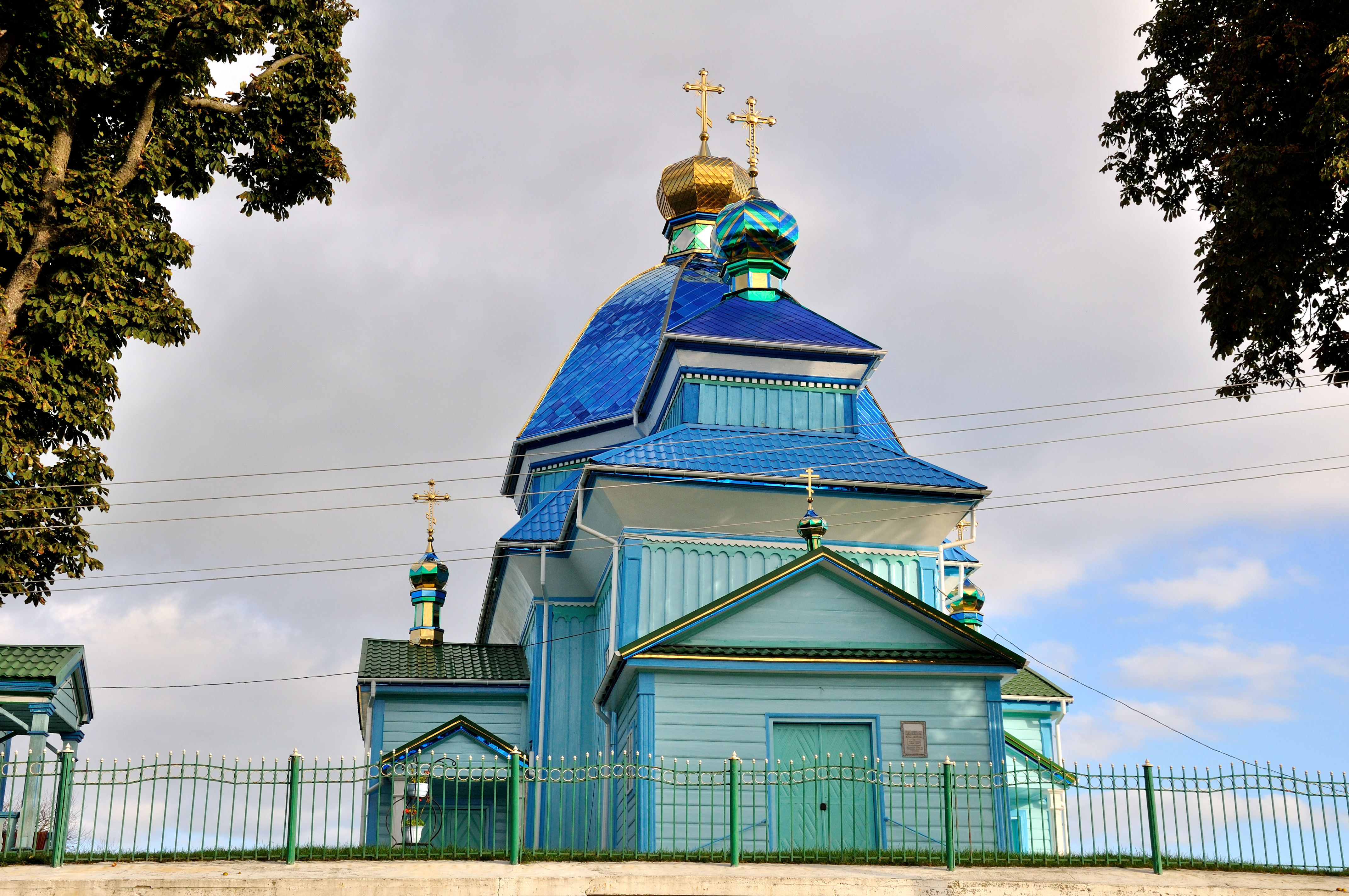
教堂

奧爾日夫（羅馬化：Orzhiv）是烏克蘭西部羅夫諾州羅夫諾區克列万市镇内的鎮。始建於十六世紀，面積442.6平方公里，海拔高度176米，2023年人口3,915，人口密度每平方公里8.95人。